# جي بي أدريا موبيل

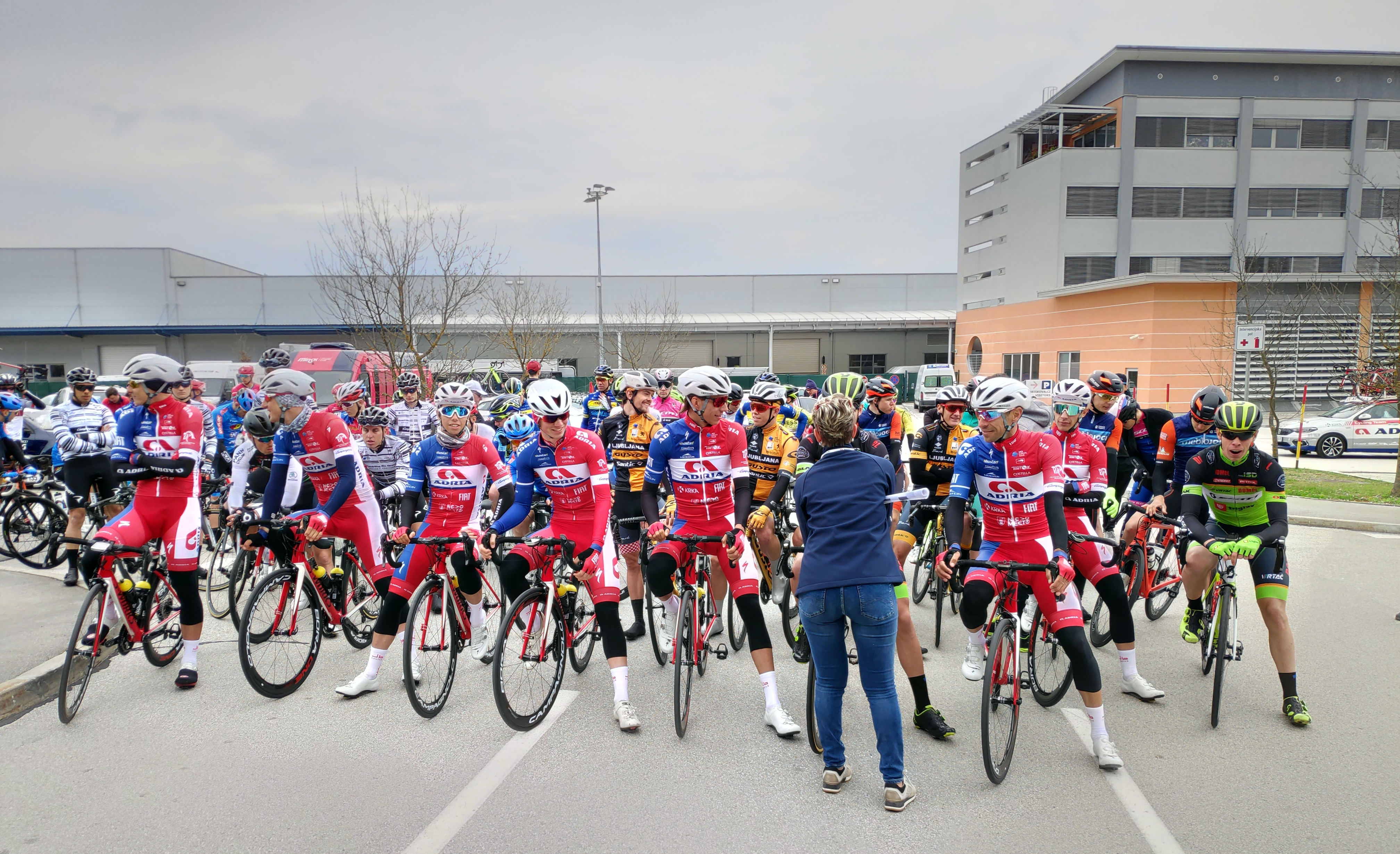
بداية جي بي أدريا عام 2019

جي بي أدريا موبيل (بالإنجليزية: GP Adria Mobil)‏ هو سباق دراجات هوائية، يُقام في أبريل من كل عام في سلوفينيا، وقد أُقيم أول موسم منه في 2015. 

## قائمة الفائزين
| السنة | الفائز               | الثاني               | الثالث             |                 |
| ----- | -------------------- | -------------------- | ------------------ | --------------- |
| 2015  | ماركو كمب            | فيليبو فورتين        | ماتيا جافازي       |                 |
| 2016  | فيليبو فورتين        | Alberto Cecchin ‏     | Eugenio Bani ‏      |                 |
| 2017  | Antonino Parrinello ‏ | Nicola Gaffurini ‏    | Stanislau Bazhkou ‏ |                 |
| 2018  | فيليبو فورتين        | Nicola Venchiarutti ‏ | Jiří Polnický ‏     |                 |
| 2019  | ماركو كمب            | František Sisr ‏      | دانيال أوير        |                 |
| 2020  | تم إلغاء السباق      | تم إلغاء السباق      | تم إلغاء السباق    | تم إلغاء السباق |
| 2021  | ماريجن فان دن بيرغ   | Filippo Fiorelli ‏    | Adam Ťoupalík ‏     |                 |
| 2022  | ماسيج باتيرسكي       | Nicola Venchiarutti ‏ | Andrea Debiasi‏     |                 |
| 2023  | Tilen Finkšt ‏        | فيليبو فورتين        | Luca Colnaghi ‏     |                 |
| 2024  | Žak Eržen ‏           | ياكوب ماريكزكو       | Simone Buda ‏       |                 |